# Han Qiu Bo
Han Qiu Bo (chinois: 韩赇伯; Hanyu pinyin: Hán Qiú Bó), son nom ancestral est Jī (姬), son nom de clan est Hán (韩), son prénom est inconnu et connu à titre posthume sous le nom de Qiubo de Han, était le deuxième chef de la maison de Han. Il était le fils de Wuzi de Han. Qiubo a été remplacé par son fils Dingbo de Han.